# Sam Butcher
Pour les articles homonymes, voir Butcher.
Cet article possède un paronyme, voir Samuel Butcher.
Samuel John Butcher, dit Sam Butcher, est un peintre, illustrateur et homme d'affaires américain, né à Jackson (Michigan) le 1er janvier 1939 et mort à Carthage (Missouri) le 20 mai 2024.

## Biographie
Sam Butcher obtient un immense succès populaire dès les années 1970 aux États-Unis avec une série de scènes et de personnages connus sous le nom générique de Precious Moments. Cette série représente des scènes romantiques et touchantes dans un style naïf proche de l'illustration pour enfants. Les personnages de Precious Moments (souvent des enfants aux yeux embués de larmes) sont généralement vendus au grand public sous la forme de statuettes, ou bien apposées sur des cartes et divers autres supports. La marque, qui génère un important chiffre d'affaires, est gérée par la société familiale de Sam Butcher, Precious Moments, Inc.
Le travail de Sam Butcher est fortement inspiré par sa foi chrétienne. Il fait construire en 1989 dans le Missouri une chapelle en signe de dévotion et de gratitude envers Dieu, chapelle où une partie de son travail peut être admiré par les visiteurs.
Très apprécié par beaucoup d'Américains, il est pour d'autres une parfaite illustration du kitsch dans l'art.
Sam Butcher meurt à Carthage dans le Missouri le 20 mai 2024 à l'âge de 85 ans,.